# Laignelet
Laignelet är en kommun i departementet Ille-et-Vilaine i regionen Bretagne i nordvästra Frankrike. Kommunen ligger i kantonen Fougères-Nord som tillhör arrondissementet Fougères-Vitré. År 2022 hade Laignelet 1 217 invånare.

## Befolkningsutveckling
Antalet invånare i kommunen Laignelet
Referens:INSEE